# Schudden tot het sneeuwt
Schudden tot het sneeuwt is een Nederlandse kinderserie uit 2003.

## Beschrijving
Schudden tot het sneeuwt speelt zich af in een sneeuwbol (snowglobe). In de bol staat Villa Zeezicht.
Steeds als de bol geschud wordt, ontstaat er chaos en stellen de bewoners zichzelf vragen als: waarom zijn de dingen eigenlijk zoals ze zijn...
Zonder moralistisch te willen zijn, zien we hoe de vijf bewoners, elk op hun eigen manier, de rust in Huize Zeezicht proberen terug te brengen. Juffrouw Bubbels, eigenaresse van de villa, doet dit vooral graag met veel uiterlijke schijn; Moto, uitvinder van niet-per-se-noodzakelijke-zelfmaakdingen, kiest voor een meer wetenschappelijke benadering; Kok Louis is een zenuwachtig type en kijkt vooral hoe de anderen oplossingen vinden. Kasper de tuinman is wars van veranderingen en houdt het liefste alles bij het oude; Anneloets probeert met haar open en spontane manier van denken een oplossing te vinden die voor iedereen goed en eerlijk is.
Schudden tot het sneeuwt is bedacht en geproduceerd door Sander Klugt en Nicole Bruitzman. In eerste instantie was de serie bedoeld om uitgezonden te worden door de publieke omroep. Toen bleek dat geen van de omroepen een beleid hanteerde waarin plaats was voor een dergelijke kinderserie, is de serie voor het eerst in 2003 uitgezonden door Fox Kids.
De serie viel daar op en kwam op de shortlist voor een Dutch Academie Award. Ineens was de interesse van de publieke omroep gewekt en zo gebeurde het dat Schudden tot het sneeuwt vervolgens bij de AVRO terechtkwam.
Van Schudden tot het sneeuwt verscheen in 2004 een muzikale voorstelling in de theaters. Hier speelden Jasmijn Utermark en Jorik Buijs de rol van respectievelijk Anneloets en Kasper.
Jasmijn Utermark werd voor haar rol van Anneloets genomineerd voor een John Kraaijkamp Musical Award.
In 2005 was Schudden tot het sneeuwt voor het laatst op televisie te zien. De makers wilden graag verder, maar wederom gaf de publieke omroep niet thuis.

## Acteurs tv-serie
- Moto Rolie: Bram van der Vlugt
- Juffrouw Bubbels: Ottolien Boeschoten
- Kasper: Rop Verheijen
- Louis: Frans de Wit
- Anneloets: Eva Poppink

## Crew
- Scenario: Jurrian van Dongen
- Regie: Bram van Erkel
- Camera: Mark de Vries en Carien Dijkstra
- Productie: Sander Klugt en Nicole Bruitzman
- Muziek en intro zang: Axel Lukkien
- Art direction: Freek Biesiot
- Decorbouw: Sander Klugt
- Montage: Sander Klugt en Bram van Erkel

## Afleveringen
- 1. Naam (met liedje)
- 2. Bezig en druk (met liedje)
- 3. Iets anders (met liedje)
- 4. Voor altijd boos
- 5. Applaus (met liedje)
- 6. Spierballen (met liedje)
- 7. Geen zin (met liedje)
- 8. Wartaal
- 9. 2 soorten wachten
- 10. Kapitein Geronimo (met liedje)
- 11. Gezellig (met liedje)
- 12. Regels zijn regels
- 13. Wie wat bewaart (met liedje)
- 14. Sporen
- 15. Huilwoorden en gatentaart (met liedje)
- 16. Weggaan (met liedje)

## Acteurs, muzikale theatervoorstelling
- Moto Rolie: Bram van der Vlugt
- Juffrouw Bubbels: Ottolien Boeschoten
- Kasper: Jorik Buijs
- Louis: Frans de Wit
- Anneloets: Jasmijn Utermark

## Creatives
- Scenario: Jurrian van Dongen
- Regie: Michael Diederich
- Creative producers: Sander Klugt en Nicole Bruitzman
- Muziek: Axel Lukkien
- Art direction: Freek Biesiot
- Decorbouw: Sander Klugt
- Lichtontwerp: Max Dekker

## Schudden tot het sneeuwt, muzikale theatervoorstelling
met de volgende liedjes:
- 1. Weertje he
- 2. Voordeursbordjeslied
- 3. Verrassing
- 4. Afblijven
- 5. Drie soorten wachten
- 6. Applaus
- 7. Kapitein geronimo
- 8. Afgelopen
- 9. Droomlied

## Locaties
- Villa Zeezicht
  - De tuin
  - De keuken
  - De centrale hal
  - De opslagzolder
  - De badkamer

## Dvd's
- 1. Applaus
- 2. Kapitein Geronimo
- 3. Weggaan

## Cd's
- 1. Schudden tot het sneeuwt, alle liedjes uit de televisieserie
- 2. Schudden tot het sneeuwt, alle liedjes uit de theatervoorstelling